# Алгоритм сбалансированного порогового отсечения гистограммы
При обработке изображений, алгоритм сбалансированного порогового отсечения гистограммы, используется для бинаризации полутонового изображения. В этом алгоритме предполагается, что изображение содержит пиксели двух классов, принадлежащие фону и переднему плану. Как и метод Оцу и метод итеративного выбора порога, он основан на итеративном нахождении порогового значения, которое разделяет пиксели на данные классы. В этом методе взвешиваются две равные доли гистограммы. Если одна часть перевешивает, то из более тяжелой части удаляется наиболее крайний столбик. Итеративная процедура заканчивается, когда в гистограмме остается только один столбик и соответствующее ему значение интенсивности выбирается в качестве порогового значения.
Учитывая простоту алгоритма, его можно рекомендовать в качестве первого подхода при изучении алгоритмов бинаризации полутоновых изображений.

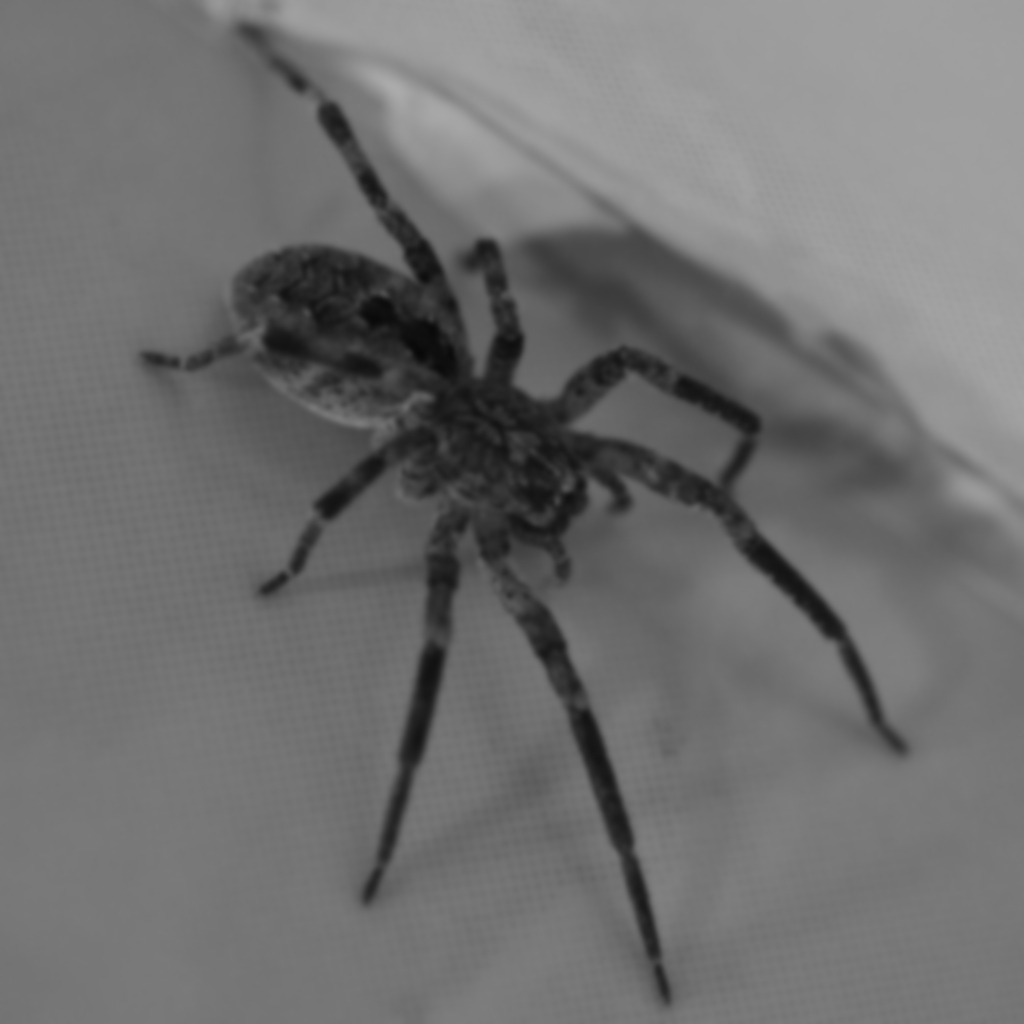
Исходное изображение.

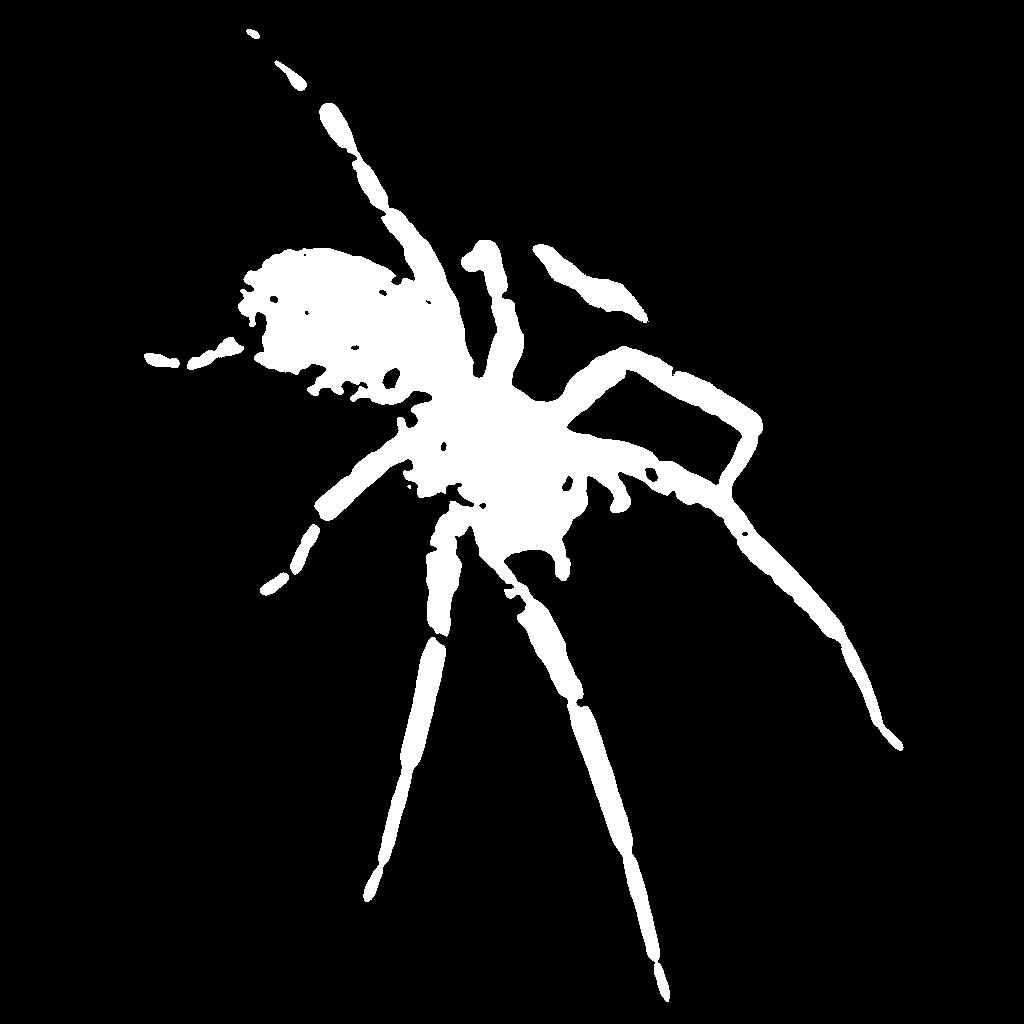
Бинаризированное изображение.

## Алгоритм
Следующая программа на языке Си — это упрощенная версия алгоритма сбалансированного порогового отсечения гистограммы:
```
   
int
 
BHThreshold
(
int
[]
 
histogram
)
 
{

       
i_m
 
=
 
(
int
)((
i_s
 
+
 
i_e
)
 
/
 
2.0f
);
                   
// расчет центра весов I_m

       
w_l
 
=
 
get_weight
(
i_s
,
 
i_m
 
+
 
1
,
 
histogram
);
         
// вес левой части гистограммы W_l

       
w_r
 
=
 
get_weight
(
i_m
 
+
 
1
,
 
i_e
 
+
 
1
,
 
histogram
);
     
// вес правой части гистограммы W_r

       
while
 
(
i_s
 
<=
 
i_e
)
 
{

           
if
 
(
w_r
 
>
 
w_l
)
 
{
                               
// правая часть тяжелее

               
w_r
 
-=
 
histogram
[
i_e
--
];

               
if
 
(((
i_s
 
+
 
i_e
)
 
/
 
2
)
 
<
 
i_m
)
 
{

                   
w_r
 
+=
 
histogram
[
i_m
];

                   
w_l
 
-=
 
histogram
[
i_m
--
];

               
}

           
}
 
else
 
if
 
(
w_l
 
>=
 
w_r
)
 
{
                       
// левая часть тяжелее

               
w_l
 
-=
 
histogram
[
i_s
++
];
 

               
if
 
(((
i_s
 
+
 
i_e
)
 
/
 
2
)
 
>
 
i_m
)
 
{

                   
w_l
 
+=
 
histogram
[
i_m
 
+
 
1
];

                   
w_r
 
-=
 
histogram
[
i_m
 
+
 
1
];

                   
i_m
++
;

               
}

           
}

       
}

       
return
 
i_m
;

   
}

```

Иллюстрация пошаговой реализации метода.

Иногда алгоритм может давать неоптимальные результаты при обработке сильно зашумленных изображений, поскольку шум может привести к ошибкам при выделении долей гистограммы. Можно значительно ослабить влияние шума, если исключить из рассмотрения непрезентативные столбики гистограммы, расположенные на её концах.